# Kavungerezi
Kavungerezi är ett vattendrag i Burundi.   Det ligger i provinsen Makamba, i den södra delen av landet, 110 kilometer söder om huvudstaden Bujumbura.
Omgivningarna runt Kavungerezi är en mosaik av jordbruksmark och naturlig växtlighet. Runt Kavungerezi är det ganska tätbefolkat, med 149 invånare per kvadratkilometer.